# La Republica (газета, Сан-Хосе)
«Република» (исп. La República) — коста-риканская ежедневная газета, одно из крупнейших периодических печатных изданий страны.

## История
Издание газеты началось в 1950 году, она была связана с правительственными кругами и в основном выражала их точку зрения.
В 1973 году тираж газеты составлял 35 тыс. экземпляров.
В начале 1990-х годов тираж газеты составлял 60 тыс. экземпляров.
Формат и содержание
Издание имеет четкую структуру, включающую разделы, посвященные местным и международным новостям, бизнесу, экономике, спорту, культуре и развлечениям. Большое внимание уделяется вопросам, связанным с экономическим развитием страны и региона, что делает газету популярной среди деловой аудитории.
Политическая направленность и влияние
«Република» известна своей независимой редакционной политикой. Она стремится к объективному и непредвзятому освещению событий, хотя в разные периоды её истории она могла демонстрировать определенные политические симпатии. Тем не менее, газета пользуется доверием читателей и часто выступает в качестве рупора общественного мнения, влияя на политическую и экономическую жизнь Коста-Рики.
Современное состояние
В условиях цифровизации «Република» успешно адаптировалась к новым условиям. Газета активно развивает онлайн-платформу, предлагая читателям не только печатные версии статей, но и мультимедийный контент, включая видео, подкасты и инфографику. Онлайн-версия издания позволяет оперативно следить за новостями в режиме реального времени, что значительно расширяет аудиторию газеты за пределами страны.
Вклад в общество
«Република» также играет важную роль в формировании гражданского общества в Коста-Рике, поддерживая инициативы, направленные на защиту прав человека, улучшение качества образования и охрану окружающей среды. Издание регулярно публикует статьи, поднимающие социально значимые вопросы, и способствует дискуссиям, направленным на решение острых проблем.
Таким образом, «Република» занимает ключевое место в медийном пространстве Коста-Рики, оставаясь одним из главных источников новостей и аналитики для различных слоев общества.